# Salgueiro Maia
Fernando José Salgueiro Maia (ur. 1944 w Castelo de Vide, zm. 1992) – portugalski wojskowy, jeden z bohaterów rewolucji goździków w Portugalii.

## Życiorys
Fernando José Salgueiro Maia urodził się w 1944 roku w portugalskim mieście Castelo de Vide jako syn pracownika kolejowego. Został wcześnie osierocony przez matkę. 
Służył jako żołnierz zawodowy i w 1966 był słuchaczem szkoły wojskowej Escola Prática de Cavalaria w Santarém. Walczył w wojnach o kontrolę nad koloniami Portugalii w Mozambiku (1967–1969) i Gwinei (1971–1973).
Był członkiem Ruchu Sił Zbrojnych. Podczas Rewolucji Goździków 25 kwietnia 1974 roku w randze kapitana dowodził kolumną wojskową, która opuściła Escola Prática de Cavalaria w Santarém, odbyła marsz na Lizbonę i bezkrwawo opanowała w niej kluczowe rejony. Zaistniała sytuacja i presja ze strony Salgueiro Mai doprowadziły do rezygnacji premiera Marcelo Caetano, jego poddania się generałowi de Spínoli i, w konsekwencji, do upadku dyktatury.
Po tych wydarzeniach Salgueiro Maia powrócił do swojej macierzystej jednostki w Santarém. Konsekwentnie odmawiał objęcia stanowisk politycznych i dyplomatycznych. Awansował na majora w 1981 roku. W 1992 roku zmarł na chorobę nowotworową.

## Honory i upamiętnienia
W Santarém znajduje się pomnik Salgueiro Mai, a w Lizbonie poświęcono mu tablicę pamiątkową. Jest także patronem mostu na rzece Tag. Jest jednym z głównych bohaterów filmu fabularnego Marii de Medeiros Capitães de Abril z 2000 roku, a w jego postać wcielił się Stefano Accorsi.
W roku 1983 otrzymał Krzyż Wielki Orderu Wolności, w 1992 roku, pośmiertnie stopień Wielkiego Oficera Orderu Wieży i Miecza, w roku 2016 nadano mu Krzyż Wielki Orderu Infanta Henryka.